# 尼任車站
尼任（羅馬化：Nizhyn）是位於烏克蘭切爾尼戈夫州尼任的一座鐵路車站，於1868年啟用。車站距市區的距離達5公里遠，有傳言說，這是鐵路領導層對城市沒有行賄的報復，這給涅任的居民和遊客帶來了一些不便。儘管如此，該市迅速成為農產品出口的重要鐵路點，並很快成為主要的鐵路樞紐。